# Nuclid
Nuclidul este o specie nucleară caracterizată printr-o structură specifică a nucleului:
- un anumit număr de protoni (Z);
- un anumit număr de neutroni (N);
- o anumită energie de legătură între nucleonii respectivi.

Categorii de nuclizi: izotopi, izobari, izotoni, nuclee oglindă, izomeri nucleari.